# La pura mentira
La pura mentira es una película venezolana del año 2012. Es dirigida por Carlos Malavé y escrita por José Moreno. Está protagonizada por Mariaca Semprún, Ernesto Calzadilla, Gigi Zanchetta y Jesús Cervo. Fue estrenada el 31 de agosto de 2012 en Venezuela.

## Reparto
- Mariaca Semprún
- Ernesto Calzadilla
- Gigi Zanchetta
- Jesús Cervo

## Sinopsis
Juana tiene un don sobrenatural: Detectar cuando alguien miente. Con esta cualidad, Juana logra convertirse en una gran estrella de la televisión nacional con un programa donde desenmascara a las figuras públicas. En su intento de imponer la verdad a toda costa, el amor se cruzará en su camino para demostrarle que su talento, ahora puede ser  su peor enemigo.